# Villa Muchir
La villa Muchir est un édifice situé dans la commune française de Canet-en-Roussillon, dans les Pyrénées-Orientales.

## Histoire
L’architecte, Férid Muchir, acheta le terrain en bord de mer en juin 1956 et fit construire deux villas mitoyennes isolée, les plans pour la villa voisine datent de 1955-1956, ceux de sa villa ont disparu.
La villa Muchir, sise 50, avenue de la Côte-Vermeille : la villa en totalité, y compris le sol de la parcelle et les murs de clôture, telle que délimitée par un liseré rouge sur le plan annexé à l'arrêté est classée au titre des monuments historiques par arrêté du 20 mars 2015.

## Description
L'originalité du plan, la distribution réduite au minimum pour une maison de vacances, la qualité de la composition et de l'espace ainsi que l'expression moderniste de cette villa en font un intérêt majeur. La villa est étroite en façade, est édifiée sur une petite parcelle de 220 m² et compte deux étages sur un rez-de-chaussée transparent, construit sur pilotis.